# Жан-Ів Даніель-Лесюр
Жан-Ів Даніель-Лесюр, відомий як Даніель-Лесюр (фр. Jean-Yves Daniel-Lesur; 19 листопада 1908, Париж — 2 липня 2002, там само) — французький композитор, музикант-органіст.

## Біографія
Народився в музичній сім'ї. Його мати, Аліса Лесюр, була композиторкою.
Навчався в Паризькій консерваторії у Жоржа Коссада і Жана Галлона, по класу органа — у Шарля Турнеміра.
У 1927—1937 роках працював церковним органістом в Парижі.
У 1935 році став професором контрапункту в «Схолі канторум», а в 1957—1962 рр був її директором.
У 1936 році разом з Андре Жоліве, Олів'є Мессіаном і Івом Бодріє був одним із засновників групи композиторів «Молода Франція» (La Jeune France), які намагалися відновити більш людяну і менш абстрактну форму музичної композиції. La Jeune France стала розвитком більш раннього проєкту — товариства камерної музики La Spirale, створеного ними ж в попередньому році.
З 1962 року — музичний консультант програм французького телебачення.
З 1971 по 1973 рік — директор Паризької національної опери.

## Творчість
Як композитор поєднує експресивність музичної мови з ясністю і витонченістю стилю. Видав у Парижі каталог власних творів з передмовою (1958).

## Вибрані музичні твори
- опера — Андреа дель Сарто (по А. Мюссе, 1968);
- балет — Бал долі (фр. Le bal du destin, спільно. з А. Жоліве, 1956, Ніцца);
- кантата — Благовіщення (L'annonciation, для читця, змішаного хору і камерного оркестру, 1952);
- для оркестру — Симфонія танців (Symphonie de danses, 1958), Святкова увертюра (Ouverture pour un festival, 1951), річеркар (1939);
- для камерного оркестру — сюїта Зірка Севільї (по Лопе де Вега, 1941), пастораль (1938);
- для фортеп'яно з оркестром — Камерний концерт (Concerto da camera, 1953), пасакалія (1937), варіації (1943);
- камерно-інструментальні ансамблі — секстет для флейти, гобоя, клавесина і струн, тріо (1948),
- сюїти — Середньовічна сюїта (Suite medievale, для флейти, арфи і струн тріо, 1945);
- для фортеп'яно — п'єси, етюди;
- для органу — п'єси;
- хори — Пісня колон (Cantique des colonnes, з оркестром., 1957), Святкова меса (Messe du jubilé, з органом і Об. орк., 1960), 10 народних пісень (10 Chansons populaires, a cappella), Французькі пісні (Chansons françaises, a cappella, 1942), Пісня пісень (Cantique des cantiques, a cappella, 1953) й ін.